# Martin Hermannsson
Martin Hermannsson, né le 16 septembre 1994 à Reykjavik, Höfuðborgarsvæðið, est un joueur islandais de basket-ball. Il évolue au poste de meneur.

## Biographie

### Carrière universitaire
Il passe deux années universitaires à la Long Island University où il joue pour les Blackbirds (en).

### Carrière professionnelle
Le 25 août 2015, Hermannsson signe avec le club danois de Stevnsgade.
Le 28 juillet 2016, il signe en France à l'Étoile de Charleville-Mézières.
Le 22 juin 2017, Hermannsson suit Cédric Heitz son entraineur à Charleville-Mézières et signe 1 an au CCRB  en Pro A
Hermannsson rejoint le club espagnol de Valencia Basket Club à l'intersaison 2020. Il prolonge son contrat en juillet 2022 jusqu'à la fin de la saison 2023-2024, néanmoins, blessé à la fin de la saison 2021-2022 au ligament croisé antérieur du genou gauche, il manque une grande partie de la saison 2022-2023.

### Carrière internationale
Il participe à l'EuroBasket 2015 et 2017 avec l'équipe d'Islande.

## Palmarès
- Vainqueur de la Coupe d'Allemagne 2020
- Champion d'Allemagne 2020

## Statistiques

### Universitaires
Les statistiques en matchs universitaires de Martin Hermannsson sont les suivantes :
| Saison    | Équipe                    | Matchs | Titul. | Min./m | % Tir | % 3pts | % LF | Rbds/m. | Pass/m. | Int/m. | Ctr/m. | Pts/m. |
| --------- | ------------------------- | ------ | ------ | ------ | ----- | ------ | ---- | ------- | ------- | ------ | ------ | ------ |
| 2014-2015 | Long Island Brooklyn (en) | 30     | 30     | 31,2   | 39,1  | 27,5   | 86,4 | 3,83    | 3,33    | 0,90   | 0,17   | 10,13  |
| 2015-2016 | Long Island Brooklyn      | 31     | 31     | 36,3   | 45,8  | 36,0   | 88,2 | 4,32    | 4,71    | 1,77   | 0,26   | 16,16  |
| Total     |                           | 61     | 61     | 33,8   | 43,1  | 32,2   | 87,5 | 4,08    | 4,03    | 1,34   | 0,21   | 13,20  |